# آرت لانگزجو
الگو:Infobox Speed Skater
آرت لانگزجو (انگلیسی: Art Longsjo; ۲۳ اکتبر ۱۹۳۱ – ۱۶ سپتامبر ۱۹۵۸) اسکیت‌باز سرعت، و دوچرخه‌سوار اهل ایالات متحده آمریکا بود. وی در مسابقات دوچرخه‌سواری بازی‌های المپیک تابستانی ۱۹۵۶ و اسکیت سرعت بازی‌های المپیک زمستانی ۱۹۵۶ شرکت کرده است.